# Antonio Cano Chacón
Antonio Cano Chacón (Estepona, 1 de septiembre de 1904) fue un militar español.

## Biografía
Nació en la localidad malagueña de Estepona el 1 de septiembre de 1904. Militar profesional, pertenecía al arma de infantería.
En julio de 1936, al comienzo de la guerra civil, Cano se encontraba en Málaga destinado en el Regimiento de infantería «Vitoria» n.° 8, con el rango de capitán. Se mantuvo leal a la República, integrándose con posterioridad en la estructura del Ejército Popular de la República. En noviembre de 1936 ascendió al rango de comandante por antigüedad. Tras la caída de Málaga, a comienzos de 1937, pasó a combatir en el sector de Almería. En el transcurso de la contienda llegó a ostentar el mando de la 114.ª Brigada Mixta y la 37.ª División, llegando a actuar en el frente de Extremadura. En marzo de 1939, con la guerra próxima a su fin, se alineó con las fuerzas casadistas.
Capturado por los franquistas, en octubre de 1939 fue juzgado y condenado a doce años de prisión, siendo además expulsado del ejército.